# Mimi Falsen
Marie (Mimi) Bolette Wilhelmine Falsen, född 29 maj 1861 i Bergen, död 1957, var en norsk konstnär.
Falsen studerade konst i Paris för vid Académie Colarossi 1887–1889 samt för Puvis de Chavannes 1890–1891 och kom 1896 till Stockholm där hon studerade akt- och färgstudier för Richard Berg och Anders Zorn. Hon lämnade Sverige 1898 för en studieresa till Italien och bosatte sig därefter I Danmark 1899–1905 där hon studerade för Niels Skovgaard och Viggo Pedersen. Hon debuterade i Kristianias Høstutstilling 1891 med målningen Undre mig paa och medverkade därefter nästan årligen på Høstutstilling fram till sin död. Hon var representerad vid världsutställningen i Chicago 1893. Hon flyttade åter till Norge 1905 där hon blev en ledande person inom den Norska kulturkretsen, bland annat var hon en av initiativtagarna till bildandet av Bildende Kunstnerinners Forening 1931. Hennes konst består av porträtt, naturbilder, interiörer och blomsterbilder. Flera av hennes verk köptes in till offentliga samlingar bland annat ett porträtt av hennes farfar Christian Magnus Falsen placerat i Stortinget och Drottning Maud på Oslo slott.